# Juan Javier del Granado

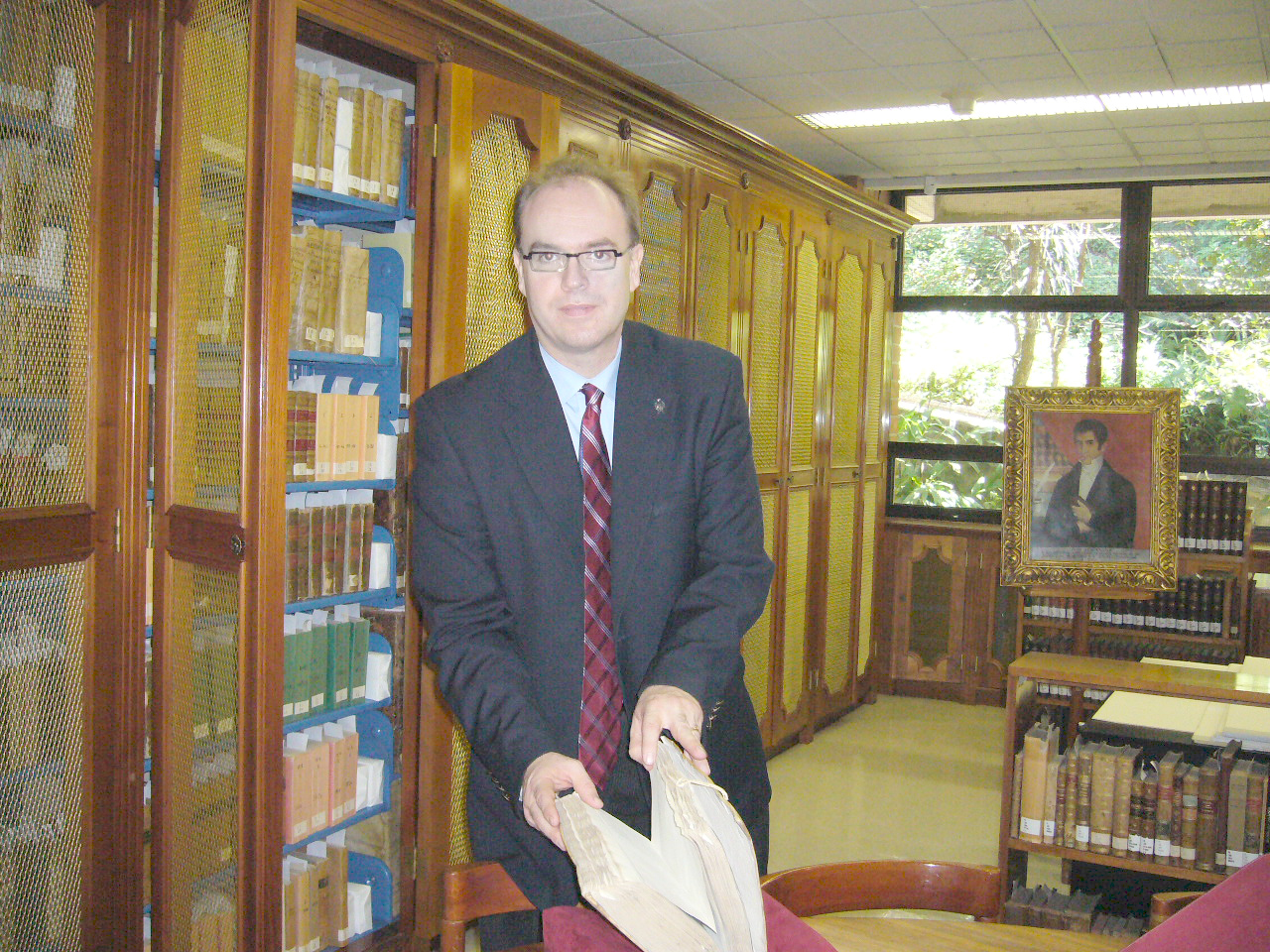
Juan Javier del Granado

Juan Javier del Granado y Rivero (ur. 23 października 1965) – boliwijski i amerykański prawnik i pisarz neobarokowy, zamieszkały w Meksyku.

## Życiorys
Profesor i badacz Narodowego Autonomicznego Uniwersytetu Meksyku (Instituto de Investigaciones Jurídicas de la Universidad Nacional Autónoma de México). Opracował linię badań wokół systemu prawa prywatnego, w jurysdykcjach common law i systemach prawa cywilnego, z wykorzystaniem metod teorii projektowania mechanizmów. W 2009 r. w Rzymie otworzył nową dziedzinę badań nad ekonomiczną analizą prawa rzymskiego. Jako ekspert w dziedzinie ekonomicznej analizy prawa, rozwinął działalność badawczą i dydaktyczną w kilku amerykańskich szkołach prawa, takich jak IIT / Chicago-Kent w latach 2001–2005 oraz FIU / Diaz-Balart w latach 2010–2012.
Wnuk poety Javiera del Granado. Jest również prawnukiem ekonomisty José Gutiérreza Guerry i potomkiem prawników Mariano Enrique Calvo de la Banda i Pedro José Domingo de Guerra.
Studiował na University of Chicago Laboratory Schools założonym w 1896 roku przez filozofa i pedagoga Johna Deweya. Po ukończeniu studiów w 1984 roku, przeszedł szkolenie na University of Chicago, gdzie w 1989 r. ukończył także studia z zakresu nauk politycznych, ekonomii, retoryki klasycznej i prawa. Studia doktoranckie z prawa odbył na Northwestern University. Studia podoktoranckie odbył w Boalt Aula Law School Uniwersytetu Kalifornijskiego w Berkeley.
W latach 2006–2010 kierował szkoleniami sędziów z Ameryki Łacińskiej w Centrum Prawa i Ekonomii Szkoły Prawa George Mason University of Virginia, prowadząc programy w Federalnym Sądzie Najwyższym w mieście Brasília i Sądzie Najwyższym w mieście Meksyku. W latach 2006–2007 kierował senatem akademickim w Alben W. Barkley Law School of Kentucky. W 2009 roku Escuela Libre de Derecho w mieście Meksyk włączyła go do swojego wydziału, a w mieście Gwatemala, Universidad Francisco Marroquín zlecił mu szkolenie swoich nauczycieli w zakresie ekonomicznej analizy prawa.
W latach 2006–2008, przy filantropijnym wsparciu firmy technologicznej Microsoft, promował i koordynował kilka projektów badań prawnych, głównie z zakresu ekonomicznej analizy prawa.
Pisarz neobarokowy w ramach postmodernistycznej awangardy latynoamerykańskiej

## Publikacje
Główne dzieła Juana Javiera del Granado to:
- Common Law y Equity: derroteros de la tradición jurídica de Occidente (Instituto de Investigaciones Jurídicas de la Universidad Nacional Autónoma de México, 2024) (z Felipe Westermeyer).
- Via utriusque iuris oeconomice conspecta: Mechanism Design, Path Dependence and Law (Instituto de Investigaciones Jurídicas de la Universidad Nacional Autónoma de México, 2021) (z Jesse Bull).
- De iure ciuili in artem redigendo: Nuevo proyecto de recodificación del derecho privado para el siglo XXI (Instituto de Investigaciones Jurídicas de la Universidad Nacional Autónoma de México, 2018).
- Vates maxime uenerandus: Libro homenaje a Javier del Granado en el primer centenario de su natalicio (Fundación Literaria Javier del Granado, 2013).
- Hesperia (Fundación Literaria Javier del Granado, 2013).
- Análisis económico del derecho (Escuela Libre de Derecho y Editorial Porrúa, 2012) (con María Solange Maqueo Rodríguez).
- Oeconomia iuris: Un libro de derecho del siglo XVI, refundido para el siglo XXI (Instituto de Investigaciones Jurídicas de la Universidad Nacional Autónoma de México, 2010).
- Potosí (Fundación Literaria Javier del Granado, 2001).
- Diccionario de enlaces de la lengua (Editorial Jurídica Zegada, 1994).
- Ensayos filosóficos, jurídicos y psicológicos (Editorial Jurídica Zegada, 1994).
- Cuiusdam familiæ florilegium: Flor de Granado y Granado (Fundación Literaria Javier del Granado, 1990-2022) (z Javier del Granado(inne języki)).